# Anastasija Il'jankova
Anastasija Andreevna Il'jankova (in russo Анастасия Андреевна Ильянкова?; Leninsk-Kuzneckij, 12 gennaio 2001) è una ginnasta russa, vice campionessa olimpica alle parallele asimmetriche.

## Carriera junior
Anastasija Il'jankova ha vinto nel 2014 la medaglia d'oro con la Russia all'International Gymnix, oltre a vincere da individualista l'argento alla trave e il bronzo al volteggio. L'anno successivo ha disputato a Tbilisi il Festival olimpico della gioventù europea vincendo nuovamente una medaglia d'oro con la squadra russa e due bronzi nel concorso individuale e alle parallele asimmetriche, mentre nella finale della trave si è classificata ottava.
Nel 2016 è diventata campionessa russa individuale juniores conquistando i titoli nazionali pure alle parallele asimmetriche e al corpo libero, oltre al terzo posto ottenuto al volteggio. Ha preso parte agli Europei juniores di Berna vincendo complessivamente tre medaglie d'oro nel concorso a squadre, alle parallele asimmetriche e alla trave, e piazzandosi decima nel concorso individuale.

## Carriera senior

### 2017: debutto senior e campionati mondiali di Montréal
Il'jankova si è infortunata all'inizio della stagione 2017, gareggiando solamente alle parallele asimmetriche ai campionati russi e mancando sia il Trofeo Città di Jesolo sia gli Europei di Cluj-Napoca. Ha debuttato alla World Cup di Osijek vincendo un oro e un argento rispettivamente alle parallele asimmetriche e alla trave. Successivamente ha disputato la Coppa di Russia imponendosi alle parallele asimmetriche. Questa vittoria le ha valso provvisoriamente la convocazione ai Mondiali di Montréal, messa in dubbio da un infortunio al processo spinoso.
Alla fine Il'jankova è riuscita a partecipare ai Mondiali di Montréal, qualificandosi alla finale delle parallele asimmetriche insieme a Elena Eremina e avendo la meglio sulla connazionale Angelina Mel'nikova per il secondo posto disponibile. In finale è rimasta fuori dal podio con il quarto posto dietro Nina Derwael.

### 2018: infortunio alla schiena
Ad aprile Il'jankova ha disputato il Trofeo Città di Jesolo, vincendo la medaglia d'oro con la squadra della Russia e alle parallele asimmetriche, oltre al bronzo nel concorso individuale, e classificandosi ottava alla trave. Poi ha preso parte ai campionati russi terminando sesta nel concorso individuale e settima alle parallele asimmetriche e alla trave. Un infortunio alla schiena segna la restante metà di stagione, facendole mancare gli Europei di Glasgow e i Mondiali di Doha.

### 2019: campionessa europea alle parallele asimmetriche
Ripresasi dall'infortunio, a marzo Il'jankova è diventata campionessa russa alle parallele asimmetriche, guadagnandosi un posto agli Europei di Stettino insieme ad Angelina Simakova, Angelina Mel'nikova, e Marija Paseka. Una settimana dopo ha disputato la Coppa del Mondo di Baku ottenendo il secondo posto alle parallele asimmetriche. Lo stesso attrezzo le frutta un'altra medaglia, stavolta un bronzo, alla Coppa del Mondo di Doha.
Agli Europei di Stettino Il'jankova ha guadagnato l'accesso alla finale delle parallele asimmetriche con il quarto miglior punteggio. In finale ha poi vinto la medaglia d'oro totalizzando 14.833 punti e piazzandosi davanti alla compagna Mel'nikova (14.533 punti) e ad Alice D'Amato (14.400 punti).

### 2021: vice campionessa olimpica alle parallele
Viene scelta per gareggiare a Tokyo come individualista.
Il 25 luglio prende parte alle Qualifiche, tramite le quali si qualifica al terzo posto per la finale alle parallele.
Il 1º agosto partecipa alla finale, vincendo la medaglia d'argento dietro a Nina Derwael.